# Rudolf Weber
Rudolf Weber (Sighișoara, 31 agosto 1890 – Villaco, 11 novembre 1918) è stato un aviatore austro-ungarico.
Rudolf Weber fu un asso dell'aviazione arrivato a sei vittorie dell'Impero austro-ungarico durante la prima guerra mondiale.

## Biografia e prima guerra mondiale
Rudolf Weber è nato il 31 agosto 1890 a Sighișoara, in una famiglia di Sassoni di Transilvania. Nel 1911, iniziò a prestare servizio come soldato professionista nel 31º Reggimento di Fanteria. Dopo lo scoppio della prima guerra mondiale, arrivò sul fronte russo, dove per il suo eccellente comportamento fu promosso a capo il 1º luglio 1915. Alla fine dell'anno, andò alle squadriglie della k.u.k. Luftfahrtruppen e completò il corso di formazione a Wiener Neustadt l'anno successivo. Fu diretto alla Flik 25 combattendo sul fronte russo, dove arrivò all'Offensiva Brusilov.
Il 12 giugno 1916, insieme al pilota Vinzenz Magerl, ha abbattuto un Voisin III russo con l'Hansa-Brandenburg C.I. Nel frattempo, le granate antiaeree hanno colpito Weber e subito dopo l'atterraggio viene trasportato in un ospedale di Leopoli. Sebbene la sua vita sia stata salvata, il suo volto ha subito lesioni durature. Dopo una lunga degenza in ospedale, completò il corso di addestramento per piloti ed andò al Fronte Italiano nella Flik 2. L'11 agosto 1917, guidò un aereo da ricognizione e colpì un caccia Nieuport verso le 11 del mattino e poi, lo stesso giorno, un altro Nieuport fu costretto ad atterrare in un'altra missione. Il giorno dopo vinse su un ricognitore Farman italiano. Il 14 settembre, ha colpito un nemico non identificato ottenendo la sua quinta vittoria. Il 26 ottobre, nella zona di Santo Spirito della Bainsizza, uno Société Pour les Appareils Deperdussin (SPAD) italiano fu costretto ad atterrare dietro la linea del fronte austro-ungarico.
Il 2 gennaio 1918 fu trasferito e fu nominato comandante della Flik 102 da bombardamento dell'Aeroporto di Aviano. All'inizio del novembre 1918, nella ritirata generale, Weber cercò di salvare gli aerei della sua squadriglia e volò da Aviano a Lubiana. Le autorità locali, che si consideravano jugoslavi, hanno confiscato gli aerei, così Weber ha viaggiato con un paio di suoi compagni in una macchina verso l'Austria. L'11 novembre un posto di blocco di fronte a Villaco la milizia ha aperto il fuoco e Rudolf Weber ha perso la vita. Il suo cadavere fu collocato nel cimitero centrale di Vienna.